# Люблінське нагір'я

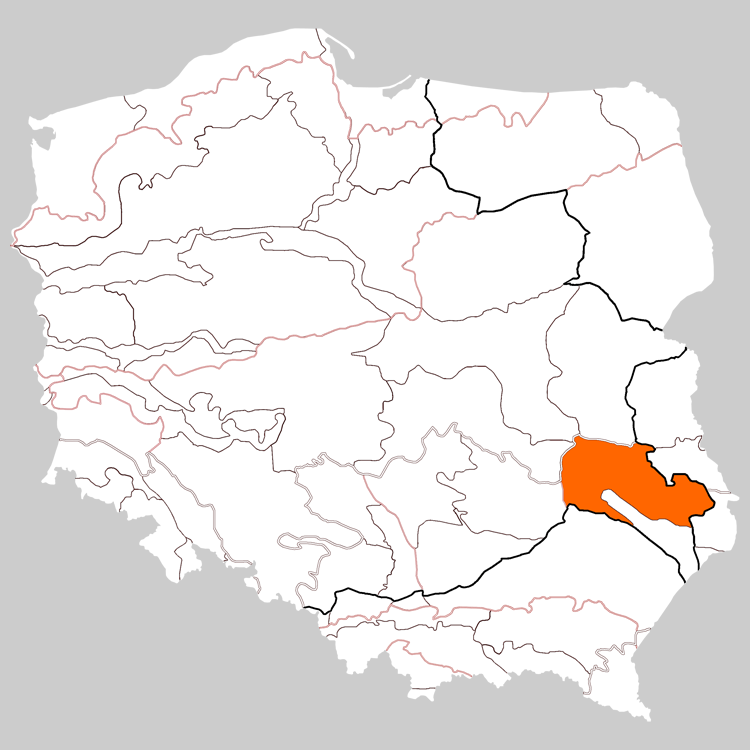
Люблінська височина на карті Польщі.

Лю́блінське нагі́р'я (пол. Wyżyna Lubelska) — нагір'я на південному-сході Польщі, в міжріччі Вісли і Західного Буга.
Займає площу близько 7000 км. кв. Поверхня складається з горбистої увалистої рівнини, розчленованої глибокими долинами річок (Вепр, Танев та інші) і ярами. Переважаючі висоти становлять 200-300 м, на півдні до 390 м (гряда Розточчя). Скидово -ерозійні уступи круто обриваються на півдні до Сандомирської улоговини. Височина складена переважно вапняками, мергелями перекритими лесами. Люблінська височина характеризується різноманітними карстовими формами утворених  в мезозойських вапняках та крейдяних породах. В карстових депресіях знаходяться поклади бурого вугілля. Найвищі ділянки височини переважно безлісі, а на схилах  ростуть  листяні та буково-ялицеві ліси. Ґрунти різноманітні : від родючих чорноземів і коричневих ґрунтів до менш родючих підзолистих. Клімат  височини помірно-континентальний та має вплив  континентального клімату Азії. Середня температура січня -3,5 градусів і липня 18,5 градусів.  Опади становлять 750-770 мм.  Період вегетації рослин  коротший, ніж у більшості країн, і становить від 200 до 210 днів. Сніг на поверхні тримається  близько 80 днів на рік. Сонце, тепло та  клімат створюють умови для вирощування пшениці, тютюну та хмелю. Однак найважливішими рослинами є цукровий буряк, ріпак та ріпа.
Майже вся територія височини знаходиться в Люблінському воєводстві. Найбільші міста Люблін, Холм, Замостя.